# Infomaniak
Infomaniak Network est un prestataire cloud suisse qui développe des solutions d'hébergement web, de streaming, de marketing et d'évènementiel en ligne. Son siège social se situe aux Acacias, un quartier de la ville de Genève.
Fondée en 1994, l'entreprise compte, en 2022, près de 200 employés.

## Historique
En 1990, Boris Siegenthaler crée à Bellevue, une commune du canton de Genève un club d'informatique qui propose à ses membres un bulletin board system comme premier outil de communication informatique.
En 1994, Boris propose à Fabian Lucchi, membre du club, d'ouvrir à Châtelaine, un quartier de Vernier, une autre ville du Canton de Genève, le magasin Siegenthaler & Lucchi afin de répondre à la demande croissante des membres et des connaissances du club qui souhaitent acquérir un ordinateur personnel à un prix inférieur à ce que pratiquent les grandes surfaces. Ce magasin devient en 1996 TWS Infomaniak SA.
En 2003, Infomaniak est le premier hébergeur de Suisse romande avec 2 000 sites hébergés. En mars 2004, il est leader de la diffusion de radio en ligne en Suisse romande et en France en juillet 2005[réf. nécessaire].
En 2010, la filiale « Infomaniak Entertainment SA » est créée et se spécialise dans le développement de système de gestion de billetterie, staff et accréditation.
En 2011, Infomaniak Network SA gère plus de 100 000 domaines et met en place une solution de stockage de média audio et vidéo soutenue par une nouvelle interface d’administration.
En 2014, la société met en service son troisième centre de données (data center) en Suisse, tout comme les deux premiers, avec un système de refroidissement sans climatisation et des technologies respectueuses de l’environnement, alors considéré comme « le plus écologique de Suisse ».
En janvier 2016, Infomaniak gère plus de 200 000 noms de domaines.
En septembre 2018, l'hébergeur suisse lance une plateforme PaaS sur la base de Jelastic (en). Cette solution permet par exemple de cloner et déployer n’importe quelle application ou image Docker,.
En février 2019, la société propose un service gratuit de transfert de fichiers appelé SwissTransfer, présenté comme une alternative au populaire WeTransfer.
En février 2020, l'entreprise lance kDrive, un service de stockage collaboratif. Depuis avril 2020, l'hébergeur suisse propose également une solution de visioconférence appelée kMeet, profitant de l'engouement mondial pour la visioconférence dans le contexte de la pandémie de Covid-19 et l'accroissement du télétravail.
Informaniak souhaite proposer par ce service une alternative aux GAFAM.
En octobre 2024, Infomaniak lance Sovereign AI, une plateforme d'intelligence artificielle souveraine hébergée en Suisse.
La société précise qu'il s'agit d'une alternative à celles des américains ChatGPT (OpenAI), Gemini (Google) et Copilot (Microsoft).

## Produits et Services

### SwissTransfer
SwissTransfer est un service de transfert de fichiers lancé en 2019 permettant de partager des fichiers volumineux en ligne et gratuitement. Le service ne nécessite aucune inscription préalable, et permet de partager jusqu’à 50 Go de données qui seront disponibles au téléchargement pendant 30 jours. Il est possible de faire 500 transferts par jour, de contrôler la date d’expiration des fichiers et de protéger l’accès des transferts avec un mot de passe. Les données sont stockées sur des serveurs suisses.

#### Services commerciaux équivalents
- WeTransfer
- Smash

### Suite collaborative en ligne
Depuis octobre 2022, Infomaniak propose un abonnement kSuite donnant accès un ensemble de services cloud qui permettent de communiquer et de collaborer en ligne.
kSuite est constitué d’un service de stockage collaboratif (kDrive), d’une solution de visioconférence (kMeet), d’une plateforme de communication collaborative (kChat), de la suite bureautique en ligne OnlyOffice et d’un service de courrier électronique qui intègre une gestion des contacts et des calendriers unifiée.
En décembre 2023, Infomaniak revendique 2 millions d’utilisateurs pour son service de courrier électroniquequi propose une formule gratuite avec 20 Go d’espace pour les citoyens suisses et européens.

### Web & Domaines
Infomaniak est un registraire de nom de domaine accrédité par l'ICANN et propose des services d’hébergement mutualisé, de serveur dédié virtuel ainsi qu’un constructeur de site Web qui permet de créer et de maintenir des sites, des blogs et des boutiques en lignesans toucher au code source.

### Cloud Computing
Infomaniak fournit plusieurs services de cloud computing :
- PaaS : lancé en 2018, la plateforme en tant que service “Jelastic Cloud” permet de déployer des images Docker ou de créer des environnements de développement sur mesure pour des applications, sites web, API ou des applications mobiles[39].
- IaaS : lancé en 2021[40], l’infrastructure en tant que service “Public Cloud” permet de créer des infrastructures cloud sur mesure.
- DaaS : lancé en 2018, le service de sauvegarde de données “Swiss Backup” permet de disposer d’un espace de stockage S3, Swift, FTP ou avec Acronis Cyber Protect Cloud[41],[42].

L'infrastructure cloud d'Infomaniak est basée en Suisse et repose sur la technologie OpenStack,, une plateforme de cloud computing à code source ouvert.

### Events & Marketing
Parmi ses services de type SaaS, Infomaniak propose une plateforme d’envoi d’email pour faire du marketing par courriel et du marketing relationnel. L’entreprise suisse développe aussi depuis 2007 un logiciel de billetterie informatisée. Depuis mai 2022, Infomaniak propose aussi son propre portail qui centralise les événements culturels et sportifs en Suisse romande.

### Streaming
Infomaniak propose plusieurs services de streaming pour diffuser des radios en ligne, des vidéos en direct et des vidéos à la demande.

## Positions et controverses

### Anonymat & confidentialité
Le 18 mai 2025, Thomas Jacobsen, le porte-parole d'Infomaniak, participe à l'émission les Beaux Parleurs de la RTS. Il y fait des commentaires sur la deuxième révision de la Loi sur la Surveillance suisse,. Il y attaque notamment l'anonymat en ligne.
"Il y a d'un côté des sociétés privés suisses qui prônent l'anonymat et le chiffrement des données, et qui empêchent la justice de faire son travail, et puis on a de l'autre côté le Conseil fédéral, peut-être à cause de sociétés comme ça [et du contexte européen], qui veut archiver par défaut plein de métadonnées sur les citoyens suisses et européens. [...] Là-dedans il y a un juste-milieu à trouver. Mais ce qui est sûr, c'est qu'il ne faut pas que ce soit un Far West."
Il ajoute "Le problème [que veut résoudre la révision] ce n'est pas l’encryption, c'est qu'on n'a pas l'identité, et c'est pour ça qu'on a des sociétés comme Proton, qui, quand on veut attaquer ça [l'anonymat], montent en créneau, car c'est la fin d'un business model. Mais c'est la fin d'un business model non-souhaitable. Je ne pense pas que les citoyens suisses et européens ont envie d'avoir sur la conscience des problèmes juridiques, comme par exemple le cas d'un viol d'une fille, avec l'impossibilité de remonter le réseau parce qu'on ne peut pas accéder aux données".
Ces positions ont fait la controverse, et on été notamment attaqués par certains utilisateurs d'Infomaniak.

## Direction
- Boris Siegenthaler (1994 - 2020)[52]
- Marc Oehler (2020[52] - en cours)